# Liste des communes de l'Ardèche
Pour les autres listes de communes françaises, voir Listes des communes de France.
| - L'Ardèche en France métropolitaine. - Carte des communes de l'Ardèche. |

Cette page liste les 335 communes du département français de l'Ardèche au 1er janvier 2025.

## Liste des communes
Le tableau suivant donne la liste des communes au 1er janvier 2025, en précisant leur code Insee, leur code postal principal, leur arrondissement, leur canton, leur intercommunalité, leur superficie, leur population et leur densité, d'après les chiffres de l'Insee issus du recensement 2022,.
| Nom                                     | Code Insee | Code postal | Arrondissement    | Canton                   | Intercommunalité                    | Superficie (km2) | Population (dernière pop. légale) | Densité (hab./km2) | Modifier                                    |
| --------------------------------------- | ---------- | ----------- | ----------------- | ------------------------ | ----------------------------------- | ---------------- | --------------------------------- | ------------------ | ------------------------------------------- |
| Privas (préfecture)                     | 07186      | 07000       | Privas            | Privas                   | CA Privas Centre Ardèche            | 12,14            | 8 552 (2022)                      | 704                | modifier les données · modifier les données |
| Accons                                  | 07001      | 07160       | Tournon-sur-Rhône | Haut-Eyrieux             | CC Val'Eyrieux                      | 9,87             | 365 (2022)                        | 37                 | modifier les données · modifier les données |
| Ailhon                                  | 07002      | 07200       | Largentière       | Aubenas-2                | CC du Bassin d'Aubenas              | 7,80             | 553 (2022)                        | 71                 | modifier les données · modifier les données |
| Aizac                                   | 07003      | 07530       | Largentière       | Aubenas-1                | CC du Bassin d'Aubenas              | 6,65             | 172 (2022)                        | 26                 | modifier les données · modifier les données |
| Ajoux                                   | 07004      | 07000       | Privas            | Privas                   | CA Privas Centre Ardèche            | 12,20            | 78 (2022)                         | 6,4                | modifier les données · modifier les données |
| Alba-la-Romaine                         | 07005      | 07400       | Privas            | Berg-Helvie              | CC Ardèche Rhône Coiron             | 30,46            | 1 538 (2022)                      | 50                 | modifier les données · modifier les données |
| Albon-d'Ardèche                         | 07006      | 07190       | Tournon-sur-Rhône | Haut-Eyrieux             | CC Val'Eyrieux                      | 9,11             | 158 (2022)                        | 17                 | modifier les données · modifier les données |
| Alboussière                             | 07007      | 07440       | Tournon-sur-Rhône | Haut-Vivarais            | CC Rhône Crussol                    | 18,39            | 1 026 (2022)                      | 56                 | modifier les données · modifier les données |
| Alissas                                 | 07008      | 07210       | Privas            | Privas                   | CA Privas Centre Ardèche            | 12,43            | 1 485 (2022)                      | 119                | modifier les données · modifier les données |
| Andance                                 | 07009      | 07340       | Tournon-sur-Rhône | Sarras                   | CC Porte de DrômArdèche             | 6,52             | 1 193 (2022)                      | 183                | modifier les données · modifier les données |
| Annonay                                 | 07010      | 07100       | Tournon-sur-Rhône | Annonay-1 Annonay-2      | CA Annonay Rhône Agglo              | 21,20            | 17 222 (2022)                     | 812                | modifier les données · modifier les données |
| Arcens                                  | 07012      | 07310       | Tournon-sur-Rhône | Haut-Eyrieux             | CC Val'Eyrieux                      | 18,55            | 358 (2022)                        | 19                 | modifier les données · modifier les données |
| Ardoix                                  | 07013      | 07290       | Tournon-sur-Rhône | Haut-Vivarais            | CA Annonay Rhône Agglo              | 12,15            | 1 302 (2022)                      | 107                | modifier les données · modifier les données |
| Arlebosc                                | 07014      | 07410       | Tournon-sur-Rhône | Haut-Vivarais            | CA Arche Agglo                      | 12,35            | 361 (2022)                        | 29                 | modifier les données · modifier les données |
| Arras-sur-Rhône                         | 07015      | 07370       | Tournon-sur-Rhône | Sarras                   | CC Porte de DrômArdèche             | 5,89             | 535 (2022)                        | 91                 | modifier les données · modifier les données |
| Les Assions                             | 07017      | 07140       | Largentière       | Les Cévennes Ardéchoises | CC Pays des Vans en Cévennes        | 14,88            | 768 (2022)                        | 52                 | modifier les données · modifier les données |
| Astet                                   | 07018      | 07330       | Largentière       | Haute-Ardèche            | CC Montagne d'Ardèche               | 34,45            | 57 (2022)                         | 1,7                | modifier les données · modifier les données |
| Aubenas                                 | 07019      | 07200       | Largentière       | Aubenas-1 Aubenas-2      | CC du Bassin d'Aubenas              | 14,32            | 12 488 (2022)                     | 872                | modifier les données · modifier les données |
| Aubignas                                | 07020      | 07400       | Privas            | Berg-Helvie              | CC Ardèche Rhône Coiron             | 15,42            | 477 (2022)                        | 31                 | modifier les données · modifier les données |
| Baix                                    | 07022      | 07210       | Privas            | Le Pouzin                | CC Ardèche Rhône Coiron             | 17,39            | 1 293 (2022)                      | 74                 | modifier les données · modifier les données |
| Balazuc                                 | 07023      | 07120       | Largentière       | Vallon-Pont-d'Arc        | CC des Gorges de l'Ardèche          | 18,90            | 383 (2022)                        | 20                 | modifier les données · modifier les données |
| Banne                                   | 07024      | 07460       | Largentière       | Les Cévennes Ardéchoises | CC Pays des Vans en Cévennes        | 32,68            | 650 (2022)                        | 20                 | modifier les données · modifier les données |
| Barnas                                  | 07025      | 07330       | Largentière       | Haute-Ardèche            | CC Ardèche des Sources et Volcans   | 26,51            | 207 (2022)                        | 7,8                | modifier les données · modifier les données |
| Le Béage                                | 07026      | 07630       | Largentière       | Haute-Ardèche            | CC Montagne d'Ardèche               | 32,83            | 255 (2022)                        | 7,8                | modifier les données · modifier les données |
| Beauchastel                             | 07027      | 07800       | Privas            | Rhône-Eyrieux            | CA Privas Centre Ardèche            | 8,46             | 1 847 (2022)                      | 218                | modifier les données · modifier les données |
| Beaulieu                                | 07028      | 07460       | Largentière       | Les Cévennes Ardéchoises | CC Pays des Vans en Cévennes        | 25,47            | 538 (2022)                        | 21                 | modifier les données · modifier les données |
| Beaumont                                | 07029      | 07110       | Largentière       | Les Cévennes Ardéchoises | CC du Pays Beaume-Drobie            | 19,16            | 261 (2022)                        | 14                 | modifier les données · modifier les données |
| Beauvène                                | 07030      | 07190       | Privas            | Haut-Eyrieux             | CA Privas Centre Ardèche            | 11,82            | 202 (2022)                        | 17                 | modifier les données · modifier les données |
| Belsentes                               | 07165      | 07160       | Tournon-sur-Rhône | Haut-Eyrieux             | CC Val'Eyrieux                      | 25,81            | 542 (2022)                        | 21                 | modifier les données · modifier les données |
| Berrias-et-Casteljau                    | 07031      | 07460       | Largentière       | Les Cévennes Ardéchoises | CC Pays des Vans en Cévennes        | 26,42            | 779 (2022)                        | 29                 | modifier les données · modifier les données |
| Berzème                                 | 07032      | 07580       | Largentière       | Berg-Helvie              | CC Berg et Coiron                   | 18,36            | 159 (2022)                        | 8,7                | modifier les données · modifier les données |
| Bessas                                  | 07033      | 07150       | Largentière       | Vallon-Pont-d'Arc        | CC des Gorges de l'Ardèche          | 17,18            | 234 (2022)                        | 14                 | modifier les données · modifier les données |
| Bidon                                   | 07034      | 07700       | Privas            | Bourg-Saint-Andéol       | CC Du Rhône aux Gorges de l'Ardèche | 28,93            | 256 (2022)                        | 8,8                | modifier les données · modifier les données |
| Boffres                                 | 07035      | 07440       | Tournon-sur-Rhône | Rhône-Eyrieux            | CC Rhône Crussol                    | 30,10            | 618 (2022)                        | 21                 | modifier les données · modifier les données |
| Bogy                                    | 07036      | 07340       | Tournon-sur-Rhône | Sarras                   | CA Annonay Rhône Agglo              | 7,02             | 471 (2022)                        | 67                 | modifier les données · modifier les données |
| Borée                                   | 07037      | 07310       | Largentière       | Haut-Eyrieux             | CC Montagne d'Ardèche               | 27,67            | 142 (2022)                        | 5,1                | modifier les données · modifier les données |
| Borne                                   | 07038      | 07590       | Largentière       | Haute-Ardèche            | CC Montagne d'Ardèche               | 32,01            | 45 (2022)                         | 1,4                | modifier les données · modifier les données |
| Boucieu-le-Roi                          | 07040      | 07270       | Tournon-sur-Rhône | Tournon-sur-Rhône        | CA Arche Agglo                      | 8,94             | 247 (2022)                        | 28                 | modifier les données · modifier les données |
| Boulieu-lès-Annonay                     | 07041      | 07100       | Tournon-sur-Rhône | Annonay-1                | CA Annonay Rhône Agglo              | 9,45             | 2 255 (2022)                      | 239                | modifier les données · modifier les données |
| Bourg-Saint-Andéol                      | 07042      | 07700       | Privas            | Bourg-Saint-Andéol       | CC Du Rhône aux Gorges de l'Ardèche | 43,74            | 7 506 (2022)                      | 172                | modifier les données · modifier les données |
| Bozas                                   | 07039      | 07410       | Tournon-sur-Rhône | Haut-Vivarais            | CA Arche Agglo                      | 12,50            | 256 (2022)                        | 20                 | modifier les données · modifier les données |
| Brossainc                               | 07044      | 07340       | Tournon-sur-Rhône | Sarras                   | CA Annonay Rhône Agglo              | 4,38             | 261 (2022)                        | 60                 | modifier les données · modifier les données |
| Burzet                                  | 07045      | 07450       | Largentière       | Haute-Ardèche            | CC Ardèche des Sources et Volcans   | 38,06            | 529 (2022)                        | 14                 | modifier les données · modifier les données |
| Cellier-du-Luc                          | 07047      | 07590       | Largentière       | Haute-Ardèche            | CC Montagne d'Ardèche               | 14,73            | 91 (2022)                         | 6,2                | modifier les données · modifier les données |
| Chalencon                               | 07048      | 07240       | Privas            | Haut-Eyrieux             | CA Privas Centre Ardèche            | 9,44             | 339 (2022)                        | 36                 | modifier les données · modifier les données |
| Le Chambon                              | 07049      | 07160       | Tournon-sur-Rhône | Haut-Eyrieux             | CC Val'Eyrieux                      | 10,52            | 60 (2022)                         | 5,7                | modifier les données · modifier les données |
| Chambonas                               | 07050      | 07140       | Largentière       | Les Cévennes Ardéchoises | CC Pays des Vans en Cévennes        | 12,08            | 978 (2022)                        | 81                 | modifier les données · modifier les données |
| Champagne                               | 07051      | 07340       | Tournon-sur-Rhône | Sarras                   | CC Porte de DrômArdèche             | 4,10             | 621 (2022)                        | 151                | modifier les données · modifier les données |
| Champis                                 | 07052      | 07440       | Tournon-sur-Rhône | Haut-Vivarais            | CC Rhône Crussol                    | 16,34            | 659 (2022)                        | 40                 | modifier les données · modifier les données |
| Chandolas                               | 07053      | 07230       | Largentière       | Les Cévennes Ardéchoises | CC du Pays Beaume-Drobie            | 11,63            | 545 (2022)                        | 47                 | modifier les données · modifier les données |
| Chanéac                                 | 07054      | 07310       | Tournon-sur-Rhône | Haut-Eyrieux             | CC Val'Eyrieux                      | 15,73            | 262 (2022)                        | 17                 | modifier les données · modifier les données |
| Charmes-sur-Rhône                       | 07055      | 07800       | Tournon-sur-Rhône | Rhône-Eyrieux            | CC Rhône Crussol                    | 5,95             | 3 160 (2022)                      | 531                | modifier les données · modifier les données |
| Charnas                                 | 07056      | 07340       | Tournon-sur-Rhône | Sarras                   | CA Annonay Rhône Agglo              | 5,39             | 918 (2022)                        | 170                | modifier les données · modifier les données |
| Chassiers                               | 07058      | 07110       | Largentière       | Vallon-Pont-d'Arc        | CC Val de Ligne                     | 12,26            | 992 (2022)                        | 81                 | modifier les données · modifier les données |
| Châteaubourg                            | 07059      | 07130       | Tournon-sur-Rhône | Guilherand-Granges       | CC Rhône Crussol                    | 4,27             | 232 (2022)                        | 54                 | modifier les données · modifier les données |
| Châteauneuf-de-Vernoux                  | 07060      | 07240       | Privas            | Rhône-Eyrieux            | CA Privas Centre Ardèche            | 6,07             | 278 (2022)                        | 46                 | modifier les données · modifier les données |
| Chauzon                                 | 07061      | 07120       | Largentière       | Vallon-Pont-d'Arc        | CC des Gorges de l'Ardèche          | 10,68            | 429 (2022)                        | 40                 | modifier les données · modifier les données |
| Chazeaux                                | 07062      | 07110       | Largentière       | Vallon-Pont-d'Arc        | CC Val de Ligne                     | 4,62             | 134 (2022)                        | 29                 | modifier les données · modifier les données |
| Cheminas                                | 07063      | 07300       | Tournon-sur-Rhône | Tournon-sur-Rhône        | CA Arche Agglo                      | 9,39             | 413 (2022)                        | 44                 | modifier les données · modifier les données |
| Le Cheylard                             | 07064      | 07160       | Tournon-sur-Rhône | Haut-Eyrieux             | CC Val'Eyrieux                      | 13,45            | 2 812 (2022)                      | 209                | modifier les données · modifier les données |
| Chirols                                 | 07065      | 07380       | Largentière       | Haute-Ardèche            | CC Ardèche des Sources et Volcans   | 6,91             | 270 (2022)                        | 39                 | modifier les données · modifier les données |
| Chomérac                                | 07066      | 07210       | Privas            | Privas                   | CA Privas Centre Ardèche            | 18,94            | 3 094 (2022)                      | 163                | modifier les données · modifier les données |
| Colombier-le-Cardinal                   | 07067      | 07430       | Tournon-sur-Rhône | Sarras                   | CA Annonay Rhône Agglo              | 2,50             | 335 (2022)                        | 134                | modifier les données · modifier les données |
| Colombier-le-Jeune                      | 07068      | 07270       | Tournon-sur-Rhône | Tournon-sur-Rhône        | CA Arche Agglo                      | 15,14            | 566 (2022)                        | 37                 | modifier les données · modifier les données |
| Colombier-le-Vieux                      | 07069      | 07410       | Tournon-sur-Rhône | Haut-Vivarais            | CA Arche Agglo                      | 15,49            | 677 (2022)                        | 44                 | modifier les données · modifier les données |
| Cornas                                  | 07070      | 07130       | Tournon-sur-Rhône | Guilherand-Granges       | CC Rhône Crussol                    | 8,33             | 2 397 (2022)                      | 288                | modifier les données · modifier les données |
| Coucouron                               | 07071      | 07470       | Largentière       | Haute-Ardèche            | CC Montagne d'Ardèche               | 23,89            | 767 (2022)                        | 32                 | modifier les données · modifier les données |
| Coux                                    | 07072      | 07000       | Privas            | Privas                   | CA Privas Centre Ardèche            | 12,02            | 1 664 (2022)                      | 138                | modifier les données · modifier les données |
| Le Crestet                              | 07073      | 07270       | Tournon-sur-Rhône | Haut-Vivarais            | CC du Pays de Lamastre              | 9,91             | 522 (2022)                        | 53                 | modifier les données · modifier les données |
| Creysseilles                            | 07074      | 07000       | Privas            | Privas                   | CA Privas Centre Ardèche            | 10,25            | 156 (2022)                        | 15                 | modifier les données · modifier les données |
| Cros-de-Géorand                         | 07075      | 07510 07630 | Largentière       | Haute-Ardèche            | CC Montagne d'Ardèche               | 43,39            | 151 (2022)                        | 3,5                | modifier les données · modifier les données |
| Cruas                                   | 07076      | 07350       | Privas            | Le Pouzin                | CC Ardèche Rhône Coiron             | 15,45            | 2 954 (2022)                      | 191                | modifier les données · modifier les données |
| Darbres                                 | 07077      | 07170       | Largentière       | Berg-Helvie              | CC Berg et Coiron                   | 16,52            | 269 (2022)                        | 16                 | modifier les données · modifier les données |
| Davézieux                               | 07078      | 07430       | Tournon-sur-Rhône | Annonay-1                | CA Annonay Rhône Agglo              | 5,59             | 3 181 (2022)                      | 569                | modifier les données · modifier les données |
| Désaignes                               | 07079      | 07570       | Tournon-sur-Rhône | Haut-Vivarais            | CC du Pays de Lamastre              | 50,72            | 1 145 (2022)                      | 23                 | modifier les données · modifier les données |
| Devesset                                | 07080      | 07320       | Tournon-sur-Rhône | Haut-Eyrieux             | CC Val'Eyrieux                      | 29,24            | 306 (2022)                        | 10                 | modifier les données · modifier les données |
| Dompnac                                 | 07081      | 07260       | Largentière       | Les Cévennes Ardéchoises | CC du Pays Beaume-Drobie            | 16,12            | 77 (2022)                         | 4,8                | modifier les données · modifier les données |
| Dornas                                  | 07082      | 07160       | Tournon-sur-Rhône | Haut-Eyrieux             | CC Val'Eyrieux                      | 17,63            | 198 (2022)                        | 11                 | modifier les données · modifier les données |
| Dunière-sur-Eyrieux                     | 07083      | 07360       | Privas            | Haut-Eyrieux             | CA Privas Centre Ardèche            | 7,73             | 437 (2022)                        | 57                 | modifier les données · modifier les données |
| Eclassan                                | 07084      | 07370       | Tournon-sur-Rhône | Sarras                   | CC Porte de DrômArdèche             | 15,93            | 1 046 (2022)                      | 66                 | modifier les données · modifier les données |
| Empurany                                | 07085      | 07270       | Tournon-sur-Rhône | Haut-Vivarais            | CC du Pays de Lamastre              | 18,94            | 573 (2022)                        | 30                 | modifier les données · modifier les données |
| Étables                                 | 07086      | 07300       | Tournon-sur-Rhône | Tournon-sur-Rhône        | CA Arche Agglo                      | 15,70            | 979 (2022)                        | 62                 | modifier les données · modifier les données |
| Fabras                                  | 07087      | 07380       | Largentière       | Haute-Ardèche            | CC Ardèche des Sources et Volcans   | 7,52             | 458 (2022)                        | 61                 | modifier les données · modifier les données |
| Faugères                                | 07088      | 07230       | Largentière       | Les Cévennes Ardéchoises | CC du Pays Beaume-Drobie            | 5,99             | 113 (2022)                        | 19                 | modifier les données · modifier les données |
| Félines                                 | 07089      | 07340       | Tournon-sur-Rhône | Sarras                   | CA Annonay Rhône Agglo              | 14,00            | 1 874 (2022)                      | 134                | modifier les données · modifier les données |
| Flaviac                                 | 07090      | 07000       | Privas            | Privas                   | CA Privas Centre Ardèche            | 12,98            | 1 239 (2022)                      | 95                 | modifier les données · modifier les données |
| Fons                                    | 07091      | 07200       | Largentière       | Aubenas-2                | CC du Bassin d'Aubenas              | 4,03             | 317 (2022)                        | 79                 | modifier les données · modifier les données |
| Freyssenet                              | 07092      | 07000       | Privas            | Privas                   | CA Privas Centre Ardèche            | 9,54             | 46 (2022)                         | 4,8                | modifier les données · modifier les données |
| Genestelle                              | 07093      | 07530       | Largentière       | Aubenas-1                | CC du Bassin d'Aubenas              | 21,43            | 269 (2022)                        | 13                 | modifier les données · modifier les données |
| Gilhac-et-Bruzac                        | 07094      | 07800       | Privas            | Rhône-Eyrieux            | CA Privas Centre Ardèche            | 30,94            | 174 (2022)                        | 5,6                | modifier les données · modifier les données |
| Gilhoc-sur-Ormèze                       | 07095      | 07270       | Tournon-sur-Rhône | Haut-Vivarais            | CC du Pays de Lamastre              | 20,74            | 473 (2022)                        | 23                 | modifier les données · modifier les données |
| Gluiras                                 | 07096      | 07190       | Privas            | Haut-Eyrieux             | CA Privas Centre Ardèche            | 25,10            | 368 (2022)                        | 15                 | modifier les données · modifier les données |
| Glun                                    | 07097      | 07300       | Tournon-sur-Rhône | Tournon-sur-Rhône        | CA Arche Agglo                      | 7,56             | 686 (2022)                        | 91                 | modifier les données · modifier les données |
| Gourdon                                 | 07098      | 07000       | Privas            | Privas                   | CA Privas Centre Ardèche            | 12,84            | 78 (2022)                         | 6,1                | modifier les données · modifier les données |
| Gras                                    | 07099      | 07700       | Privas            | Bourg-Saint-Andéol       | CC Du Rhône aux Gorges de l'Ardèche | 56,68            | 588 (2022)                        | 10                 | modifier les données · modifier les données |
| Gravières                               | 07100      | 07140       | Largentière       | Les Cévennes Ardéchoises | CC Pays des Vans en Cévennes        | 18,52            | 511 (2022)                        | 28                 | modifier les données · modifier les données |
| Grospierres                             | 07101      | 07120       | Largentière       | Vallon-Pont-d'Arc        | CC des Gorges de l'Ardèche          | 27,30            | 931 (2022)                        | 34                 | modifier les données · modifier les données |
| Guilherand-Granges                      | 07102      | 07500       | Tournon-sur-Rhône | Guilherand-Granges       | CC Rhône Crussol                    | 6,55             | 11 277 (2022)                     | 1 722              | modifier les données · modifier les données |
| Issamoulenc                             | 07104      | 07190       | Tournon-sur-Rhône | Haut-Eyrieux             | CC Val'Eyrieux                      | 15,66            | 105 (2022)                        | 6,7                | modifier les données · modifier les données |
| Issanlas                                | 07105      | 07510 07660 | Largentière       | Haute-Ardèche            | CC Montagne d'Ardèche               | 28,40            | 103 (2022)                        | 3,6                | modifier les données · modifier les données |
| Issarlès                                | 07106      | 07470       | Largentière       | Haute-Ardèche            | CC Montagne d'Ardèche               | 18,44            | 125 (2022)                        | 6,8                | modifier les données · modifier les données |
| Jaujac                                  | 07107      | 07380       | Largentière       | Haute-Ardèche            | CC Ardèche des Sources et Volcans   | 24,27            | 1 229 (2022)                      | 51                 | modifier les données · modifier les données |
| Jaunac                                  | 07108      | 07160       | Tournon-sur-Rhône | Haut-Eyrieux             | CC Val'Eyrieux                      | 3,92             | 121 (2022)                        | 31                 | modifier les données · modifier les données |
| Joannas                                 | 07109      | 07110       | Largentière       | Vallon-Pont-d'Arc        | CC Val de Ligne                     | 11,93            | 317 (2022)                        | 27                 | modifier les données · modifier les données |
| Joyeuse                                 | 07110      | 07260       | Largentière       | Les Cévennes Ardéchoises | CC du Pays Beaume-Drobie            | 13,04            | 1 760 (2022)                      | 135                | modifier les données · modifier les données |
| Juvinas                                 | 07111      | 07600       | Largentière       | Aubenas-1                | CC du Bassin d'Aubenas              | 8,43             | 186 (2022)                        | 22                 | modifier les données · modifier les données |
| Labastide-de-Virac                      | 07113      | 07150       | Largentière       | Vallon-Pont-d'Arc        | CC des Gorges de l'Ardèche          | 23,32            | 322 (2022)                        | 14                 | modifier les données · modifier les données |
| Labastide-sur-Bésorgues                 | 07112      | 07600       | Largentière       | Aubenas-1                | CC du Bassin d'Aubenas              | 17,29            | 282 (2022)                        | 16                 | modifier les données · modifier les données |
| Labatie-d'Andaure                       | 07114      | 07570       | Tournon-sur-Rhône | Haut-Vivarais            | CC du Pays de Lamastre              | 9,93             | 220 (2022)                        | 22                 | modifier les données · modifier les données |
| Labeaume                                | 07115      | 07120       | Largentière       | Vallon-Pont-d'Arc        | CC des Gorges de l'Ardèche          | 17,76            | 684 (2022)                        | 39                 | modifier les données · modifier les données |
| Labégude                                | 07116      | 07200       | Largentière       | Aubenas-1                | CC du Bassin d'Aubenas              | 3,12             | 1 376 (2022)                      | 441                | modifier les données · modifier les données |
| Lablachère                              | 07117      | 07230       | Largentière       | Les Cévennes Ardéchoises | CC du Pays Beaume-Drobie            | 26,38            | 2 214 (2022)                      | 84                 | modifier les données · modifier les données |
| Laboule                                 | 07118      | 07110       | Largentière       | Les Cévennes Ardéchoises | CC du Pays Beaume-Drobie            | 17,45            | 144 (2022)                        | 8,3                | modifier les données · modifier les données |
| Le Lac-d'Issarlès                       | 07119      | 07470       | Largentière       | Haute-Ardèche            | CC Montagne d'Ardèche               | 14,35            | 251 (2022)                        | 17                 | modifier les données · modifier les données |
| Lachamp-Raphaël                         | 07120      | 07530       | Largentière       | Aubenas-1                | CC Montagne d'Ardèche               | 14,09            | 66 (2022)                         | 4,7                | modifier les données · modifier les données |
| Lachapelle-Graillouse                   | 07121      | 07470       | Largentière       | Haute-Ardèche            | CC Montagne d'Ardèche               | 20,48            | 188 (2022)                        | 9,2                | modifier les données · modifier les données |
| Lachapelle-sous-Aubenas                 | 07122      | 07200       | Largentière       | Aubenas-2                | CC du Bassin d'Aubenas              | 10,12            | 1 840 (2022)                      | 182                | modifier les données · modifier les données |
| Lachapelle-sous-Chanéac                 | 07123      | 07310       | Tournon-sur-Rhône | Haut-Eyrieux             | CC Val'Eyrieux                      | 8,94             | 159 (2022)                        | 18                 | modifier les données · modifier les données |
| Lafarre                                 | 07124      | 07520       | Tournon-sur-Rhône | Haut-Vivarais            | CC du Pays de Lamastre              | 11,33            | 45 (2022)                         | 4,0                | modifier les données · modifier les données |
| Lagorce                                 | 07126      | 07150       | Largentière       | Vallon-Pont-d'Arc        | CC des Gorges de l'Ardèche          | 69,49            | 1 227 (2022)                      | 18                 | modifier les données · modifier les données |
| Lalevade-d'Ardèche                      | 07127      | 07380       | Largentière       | Haute-Ardèche            | CC Ardèche des Sources et Volcans   | 2,27             | 1 153 (2022)                      | 508                | modifier les données · modifier les données |
| Lalouvesc                               | 07128      | 07520       | Tournon-sur-Rhône | Haut-Vivarais            | CC du Val d'Ay                      | 10,53            | 383 (2022)                        | 36                 | modifier les données · modifier les données |
| Lamastre                                | 07129      | 07270       | Tournon-sur-Rhône | Haut-Vivarais            | CC du Pays de Lamastre              | 25,45            | 2 336 (2022)                      | 92                 | modifier les données · modifier les données |
| Lanarce                                 | 07130      | 07660       | Largentière       | Haute-Ardèche            | CC Montagne d'Ardèche               | 22,37            | 209 (2022)                        | 9,3                | modifier les données · modifier les données |
| Lanas                                   | 07131      | 07200       | Largentière       | Aubenas-2                | CC des Gorges de l'Ardèche          | 9,85             | 431 (2022)                        | 44                 | modifier les données · modifier les données |
| Largentière                             | 07132      | 07110       | Largentière       | Vallon-Pont-d'Arc        | CC Val de Ligne                     | 7,22             | 1 496 (2022)                      | 207                | modifier les données · modifier les données |
| Larnas                                  | 07133      | 07220       | Privas            | Bourg-Saint-Andéol       | CC Du Rhône aux Gorges de l'Ardèche | 13,50            | 272 (2022)                        | 20                 | modifier les données · modifier les données |
| Laurac-en-Vivarais                      | 07134      | 07110       | Largentière       | Vallon-Pont-d'Arc        | CC Val de Ligne                     | 8,97             | 1 045 (2022)                      | 116                | modifier les données · modifier les données |
| Laveyrune                               | 07136      | 48250       | Largentière       | Haute-Ardèche            | CC Montagne d'Ardèche               | 13,44            | 109 (2022)                        | 8,1                | modifier les données · modifier les données |
| Lavillatte                              | 07137      | 07660       | Largentière       | Haute-Ardèche            | CC Montagne d'Ardèche               | 18,60            | 43 (2022)                         | 2,3                | modifier les données · modifier les données |
| Lavilledieu                             | 07138      | 07170       | Largentière       | Berg-Helvie              | CC du Bassin d'Aubenas              | 14,65            | 2 248 (2022)                      | 153                | modifier les données · modifier les données |
| Laviolle                                | 07139      | 07530       | Largentière       | Aubenas-1                | CC du Bassin d'Aubenas              | 13,84            | 99 (2022)                         | 7,2                | modifier les données · modifier les données |
| Lemps                                   | 07140      | 07610       | Tournon-sur-Rhône | Tournon-sur-Rhône        | CA Arche Agglo                      | 12,18            | 798 (2022)                        | 66                 | modifier les données · modifier les données |
| Lentillères                             | 07141      | 07200       | Largentière       | Aubenas-2                | CC du Bassin d'Aubenas              | 8,72             | 236 (2022)                        | 27                 | modifier les données · modifier les données |
| Lespéron                                | 07142      | 07660       | Largentière       | Haute-Ardèche            | CC Montagne d'Ardèche               | 24,99            | 321 (2022)                        | 13                 | modifier les données · modifier les données |
| Limony                                  | 07143      | 07340       | Tournon-sur-Rhône | Sarras                   | CA Annonay Rhône Agglo              | 7,22             | 817 (2022)                        | 113                | modifier les données · modifier les données |
| Loubaresse                              | 07144      | 07110       | Largentière       | Les Cévennes Ardéchoises | CC du Pays Beaume-Drobie            | 8,99             | 45 (2022)                         | 5,0                | modifier les données · modifier les données |
| Lussas                                  | 07145      | 07170       | Largentière       | Berg-Helvie              | CC Berg et Coiron                   | 16,45            | 1 142 (2022)                      | 69                 | modifier les données · modifier les données |
| Lyas                                    | 07146      | 07000       | Privas            | Privas                   | CA Privas Centre Ardèche            | 7,95             | 592 (2022)                        | 74                 | modifier les données · modifier les données |
| Malarce-sur-la-Thines                   | 07147      | 07140       | Largentière       | Les Cévennes Ardéchoises | CC Pays des Vans en Cévennes        | 37,34            | 257 (2022)                        | 6,9                | modifier les données · modifier les données |
| Malbosc                                 | 07148      | 07140       | Largentière       | Les Cévennes Ardéchoises | CC Pays des Vans en Cévennes        | 21,43            | 146 (2022)                        | 6,8                | modifier les données · modifier les données |
| Marcols-les-Eaux                        | 07149      | 07190       | Privas            | Haut-Eyrieux             | CA Privas Centre Ardèche            | 16,00            | 283 (2022)                        | 18                 | modifier les données · modifier les données |
| Mariac                                  | 07150      | 07160       | Tournon-sur-Rhône | Haut-Eyrieux             | CC Val'Eyrieux                      | 16,39            | 541 (2022)                        | 33                 | modifier les données · modifier les données |
| Mars                                    | 07151      | 07320       | Tournon-sur-Rhône | Haut-Eyrieux             | CC Val'Eyrieux                      | 18,69            | 246 (2022)                        | 13                 | modifier les données · modifier les données |
| Mauves                                  | 07152      | 07300       | Tournon-sur-Rhône | Tournon-sur-Rhône        | CA Arche Agglo                      | 7,05             | 1 192 (2022)                      | 169                | modifier les données · modifier les données |
| Mayres                                  | 07153      | 07330       | Largentière       | Haute-Ardèche            | CC Ardèche des Sources et Volcans   | 30,07            | 264 (2022)                        | 8,8                | modifier les données · modifier les données |
| Mazan-l'Abbaye                          | 07154      | 07510       | Largentière       | Haute-Ardèche            | CC Montagne d'Ardèche               | 44,79            | 124 (2022)                        | 2,8                | modifier les données · modifier les données |
| Mercuer                                 | 07155      | 07200       | Largentière       | Aubenas-2                | CC du Bassin d'Aubenas              | 7,57             | 1 315 (2022)                      | 174                | modifier les données · modifier les données |
| Meyras                                  | 07156      | 07380       | Largentière       | Haute-Ardèche            | CC Ardèche des Sources et Volcans   | 12,31            | 906 (2022)                        | 74                 | modifier les données · modifier les données |
| Meysse                                  | 07157      | 07400       | Privas            | Le Pouzin                | CC Ardèche Rhône Coiron             | 19,18            | 1 380 (2022)                      | 72                 | modifier les données · modifier les données |
| Mézilhac                                | 07158      | 07530       | Largentière       | Aubenas-1                | CC du Bassin d'Aubenas              | 26,66            | 99 (2022)                         | 3,7                | modifier les données · modifier les données |
| Mirabel                                 | 07159      | 07170       | Largentière       | Berg-Helvie              | CC Berg et Coiron                   | 19,90            | 777 (2022)                        | 39                 | modifier les données · modifier les données |
| Monestier                               | 07160      | 07690       | Tournon-sur-Rhône | Annonay-2                | CA Annonay Rhône Agglo              | 7,41             | 59 (2022)                         | 8,0                | modifier les données · modifier les données |
| Montpezat-sous-Bauzon                   | 07161      | 07560       | Largentière       | Haute-Ardèche            | CC Ardèche des Sources et Volcans   | 27,23            | 756 (2022)                        | 28                 | modifier les données · modifier les données |
| Montréal                                | 07162      | 07110       | Largentière       | Vallon-Pont-d'Arc        | CC Val de Ligne                     | 6,15             | 569 (2022)                        | 93                 | modifier les données · modifier les données |
| Montselgues                             | 07163      | 07140       | Largentière       | Les Cévennes Ardéchoises | CC Pays des Vans en Cévennes        | 35,87            | 86 (2022)                         | 2,4                | modifier les données · modifier les données |
| Nozières                                | 07166      | 07270       | Tournon-sur-Rhône | Haut-Vivarais            | CC du Pays de Lamastre              | 21,79            | 240 (2022)                        | 11                 | modifier les données · modifier les données |
| Les Ollières-sur-Eyrieux                | 07167      | 07360       | Privas            | Haut-Eyrieux             | CA Privas Centre Ardèche            | 7,58             | 1 020 (2022)                      | 135                | modifier les données · modifier les données |
| Orgnac-l'Aven                           | 07168      | 07150       | Largentière       | Vallon-Pont-d'Arc        | CC des Gorges de l'Ardèche          | 21,84            | 566 (2022)                        | 26                 | modifier les données · modifier les données |
| Ozon                                    | 07169      | 07370       | Tournon-sur-Rhône | Sarras                   | CC Porte de DrômArdèche             | 8,32             | 386 (2022)                        | 46                 | modifier les données · modifier les données |
| Pailharès                               | 07170      | 07410       | Tournon-sur-Rhône | Haut-Vivarais            | CA Arche Agglo                      | 19,69            | 288 (2022)                        | 15                 | modifier les données · modifier les données |
| Payzac                                  | 07171      | 07230       | Largentière       | Les Cévennes Ardéchoises | CC du Pays Beaume-Drobie            | 13,70            | 539 (2022)                        | 39                 | modifier les données · modifier les données |
| Peaugres                                | 07172      | 07340       | Tournon-sur-Rhône | Sarras                   | CA Annonay Rhône Agglo              | 14,44            | 2 353 (2022)                      | 163                | modifier les données · modifier les données |
| Péreyres                                | 07173      | 07450       | Largentière       | Haute-Ardèche            | CC Ardèche des Sources et Volcans   | 12,63            | 49 (2022)                         | 3,9                | modifier les données · modifier les données |
| Peyraud                                 | 07174      | 07340       | Tournon-sur-Rhône | Sarras                   | CC Porte de DrômArdèche             | 5,96             | 517 (2022)                        | 87                 | modifier les données · modifier les données |
| Le Plagnal                              | 07175      | 07590       | Largentière       | Haute-Ardèche            | CC Montagne d'Ardèche               | 16,07            | 65 (2022)                         | 4,0                | modifier les données · modifier les données |
| Planzolles                              | 07176      | 07230       | Largentière       | Les Cévennes Ardéchoises | CC du Pays Beaume-Drobie            | 5,41             | 162 (2022)                        | 30                 | modifier les données · modifier les données |
| Plats                                   | 07177      | 07300       | Tournon-sur-Rhône | Tournon-sur-Rhône        | CA Arche Agglo                      | 16,25            | 836 (2022)                        | 51                 | modifier les données · modifier les données |
| Pont-de-Labeaume                        | 07178      | 07380       | Largentière       | Haute-Ardèche            | CC Ardèche des Sources et Volcans   | 4,66             | 572 (2022)                        | 123                | modifier les données · modifier les données |
| Pourchères                              | 07179      | 07000       | Privas            | Privas                   | CA Privas Centre Ardèche            | 7,64             | 137 (2022)                        | 18                 | modifier les données · modifier les données |
| Le Pouzin                               | 07181      | 07250       | Privas            | Le Pouzin                | CA Privas Centre Ardèche            | 12,52            | 2 893 (2022)                      | 231                | modifier les données · modifier les données |
| Prades                                  | 07182      | 07380       | Largentière       | Haute-Ardèche            | CC Ardèche des Sources et Volcans   | 9,79             | 1 184 (2022)                      | 121                | modifier les données · modifier les données |
| Pradons                                 | 07183      | 07120       | Largentière       | Vallon-Pont-d'Arc        | CC des Gorges de l'Ardèche          | 7,98             | 537 (2022)                        | 67                 | modifier les données · modifier les données |
| Pranles                                 | 07184      | 07000       | Privas            | Privas                   | CA Privas Centre Ardèche            | 29,49            | 505 (2022)                        | 17                 | modifier les données · modifier les données |
| Préaux                                  | 07185      | 07290       | Tournon-sur-Rhône | Haut-Vivarais            | CC du Val d'Ay                      | 22,33            | 706 (2022)                        | 32                 | modifier les données · modifier les données |
| Prunet                                  | 07187      | 07110       | Largentière       | Vallon-Pont-d'Arc        | CC Val de Ligne                     | 8,81             | 134 (2022)                        | 15                 | modifier les données · modifier les données |
| Quintenas                               | 07188      | 07290       | Tournon-sur-Rhône | Haut-Vivarais            | CA Annonay Rhône Agglo              | 14,00            | 1 750 (2022)                      | 125                | modifier les données · modifier les données |
| Ribes                                   | 07189      | 07260       | Largentière       | Les Cévennes Ardéchoises | CC du Pays Beaume-Drobie            | 7,17             | 328 (2022)                        | 46                 | modifier les données · modifier les données |
| Rochecolombe                            | 07190      | 07200       | Largentière       | Vallon-Pont-d'Arc        | CC des Gorges de l'Ardèche          | 21,50            | 222 (2022)                        | 10                 | modifier les données · modifier les données |
| Rochemaure                              | 07191      | 07400       | Privas            | Le Pouzin                | CC Ardèche Rhône Coiron             | 24,33            | 2 250 (2022)                      | 92                 | modifier les données · modifier les données |
| Rochepaule                              | 07192      | 07320       | Tournon-sur-Rhône | Haut-Eyrieux             | CC Val'Eyrieux                      | 33,34            | 238 (2022)                        | 7,1                | modifier les données · modifier les données |
| Rocher                                  | 07193      | 07110       | Largentière       | Vallon-Pont-d'Arc        | CC Val de Ligne                     | 3,09             | 296 (2022)                        | 96                 | modifier les données · modifier les données |
| Rochessauve                             | 07194      | 07210       | Privas            | Privas                   | CA Privas Centre Ardèche            | 17,62            | 484 (2022)                        | 27                 | modifier les données · modifier les données |
| La Rochette                             | 07195      | 07310       | Largentière       | Haut-Eyrieux             | CC Montagne d'Ardèche               | 13,86            | 63 (2022)                         | 4,5                | modifier les données · modifier les données |
| Rocles                                  | 07196      | 07110       | Largentière       | Les Cévennes Ardéchoises | CC du Pays Beaume-Drobie            | 16,51            | 263 (2022)                        | 16                 | modifier les données · modifier les données |
| Roiffieux                               | 07197      | 07100       | Tournon-sur-Rhône | Annonay-2                | CA Annonay Rhône Agglo              | 19,52            | 2 723 (2022)                      | 139                | modifier les données · modifier les données |
| Rompon                                  | 07198      | 07250 07800 | Privas            | Le Pouzin                | CA Privas Centre Ardèche            | 22,03            | 1 141 (2022)                      | 52                 | modifier les données · modifier les données |
| Rosières                                | 07199      | 07260       | Largentière       | Les Cévennes Ardéchoises | CC du Pays Beaume-Drobie            | 16,29            | 1 307 (2022)                      | 80                 | modifier les données · modifier les données |
| Le Roux                                 | 07200      | 07560       | Largentière       | Haute-Ardèche            | CC Montagne d'Ardèche               | 16,43            | 64 (2022)                         | 3,9                | modifier les données · modifier les données |
| Ruoms                                   | 07201      | 07120       | Largentière       | Vallon-Pont-d'Arc        | CC des Gorges de l'Ardèche          | 12,14            | 2 286 (2022)                      | 188                | modifier les données · modifier les données |
| Sablières                               | 07202      | 07260       | Largentière       | Les Cévennes Ardéchoises | CC du Pays Beaume-Drobie            | 38,98            | 166 (2022)                        | 4,3                | modifier les données · modifier les données |
| Sagnes-et-Goudoulet                     | 07203      | 07450       | Largentière       | Haute-Ardèche            | CC Montagne d'Ardèche               | 25,02            | 119 (2022)                        | 4,8                | modifier les données · modifier les données |
| Saint-Agrève                            | 07204      | 07320       | Tournon-sur-Rhône | Haut-Eyrieux             | CC Val'Eyrieux                      | 48,56            | 2 300 (2022)                      | 47                 | modifier les données · modifier les données |
| Saint-Alban-Auriolles                   | 07207      | 07120       | Largentière       | Vallon-Pont-d'Arc        | CC des Gorges de l'Ardèche          | 17,57            | 1 101 (2022)                      | 63                 | modifier les données · modifier les données |
| Saint-Alban-d'Ay                        | 07205      | 07790       | Tournon-sur-Rhône | Haut-Vivarais            | CC du Val d'Ay                      | 23,73            | 1 396 (2022)                      | 59                 | modifier les données · modifier les données |
| Saint-Alban-en-Montagne                 | 07206      | 07590       | Largentière       | Haute-Ardèche            | CC Montagne d'Ardèche               | 13,94            | 65 (2022)                         | 4,7                | modifier les données · modifier les données |
| Saint-Andéol-de-Berg                    | 07208      | 07170       | Largentière       | Berg-Helvie              | CC Berg et Coiron                   | 15,57            | 130 (2022)                        | 8,3                | modifier les données · modifier les données |
| Saint-Andéol-de-Fourchades              | 07209      | 07160       | Tournon-sur-Rhône | Haut-Eyrieux             | CC Val'Eyrieux                      | 16,47            | 53 (2022)                         | 3,2                | modifier les données · modifier les données |
| Saint-Andéol-de-Vals                    | 07210      | 07600       | Largentière       | Aubenas-1                | CC du Bassin d'Aubenas              | 16,65            | 529 (2022)                        | 32                 | modifier les données · modifier les données |
| Saint-André-de-Cruzières                | 07211      | 07460       | Largentière       | Les Cévennes Ardéchoises | CC Pays des Vans en Cévennes        | 19,81            | 464 (2022)                        | 23                 | modifier les données · modifier les données |
| Saint-André-en-Vivarais                 | 07212      | 07690       | Tournon-sur-Rhône | Haut-Eyrieux             | CC Val'Eyrieux                      | 20,48            | 211 (2022)                        | 10                 | modifier les données · modifier les données |
| Saint-André-Lachamp                     | 07213      | 07230       | Largentière       | Les Cévennes Ardéchoises | CC du Pays Beaume-Drobie            | 17,09            | 166 (2022)                        | 9,7                | modifier les données · modifier les données |
| Saint-Apollinaire-de-Rias               | 07214      | 07240       | Privas            | Rhône-Eyrieux            | CA Privas Centre Ardèche            | 8,34             | 199 (2022)                        | 24                 | modifier les données · modifier les données |
| Saint-Barthélemy-Grozon                 | 07216      | 07270       | Tournon-sur-Rhône | Haut-Vivarais            | CC du Pays de Lamastre              | 19,40            | 500 (2022)                        | 26                 | modifier les données · modifier les données |
| Saint-Barthélemy-le-Meil                | 07215      | 07160       | Tournon-sur-Rhône | Haut-Eyrieux             | CC Val'Eyrieux                      | 7,35             | 203 (2022)                        | 28                 | modifier les données · modifier les données |
| Saint-Barthélemy-le-Plain               | 07217      | 07300       | Tournon-sur-Rhône | Tournon-sur-Rhône        | CA Arche Agglo                      | 19,08            | 859 (2022)                        | 45                 | modifier les données · modifier les données |
| Saint-Basile                            | 07218      | 07270       | Tournon-sur-Rhône | Haut-Vivarais            | CC du Pays de Lamastre              | 17,85            | 351 (2022)                        | 20                 | modifier les données · modifier les données |
| Saint-Bauzile                           | 07219      | 07210       | Privas            | Le Pouzin                | CC Ardèche Rhône Coiron             | 7,05             | 316 (2022)                        | 45                 | modifier les données · modifier les données |
| Saint-Christol                          | 07220      | 07160       | Tournon-sur-Rhône | Haut-Eyrieux             | CC Val'Eyrieux                      | 14,63            | 100 (2022)                        | 6,8                | modifier les données · modifier les données |
| Saint-Cierge-la-Serre                   | 07221      | 07800       | Privas            | Rhône-Eyrieux            | CA Privas Centre Ardèche            | 16,20            | 246 (2022)                        | 15                 | modifier les données · modifier les données |
| Saint-Cierge-sous-le-Cheylard           | 07222      | 07160       | Tournon-sur-Rhône | Haut-Eyrieux             | CC Val'Eyrieux                      | 5,99             | 217 (2022)                        | 36                 | modifier les données · modifier les données |
| Saint-Cirgues-de-Prades                 | 07223      | 07380       | Largentière       | Haute-Ardèche            | CC Ardèche des Sources et Volcans   | 3,48             | 140 (2022)                        | 40                 | modifier les données · modifier les données |
| Saint-Cirgues-en-Montagne               | 07224      | 07510       | Largentière       | Haute-Ardèche            | CC Montagne d'Ardèche               | 21,78            | 215 (2022)                        | 9,9                | modifier les données · modifier les données |
| Saint-Clair                             | 07225      | 07430       | Tournon-sur-Rhône | Annonay-1                | CA Annonay Rhône Agglo              | 5,81             | 1 292 (2022)                      | 222                | modifier les données · modifier les données |
| Saint-Clément                           | 07226      | 07310       | Tournon-sur-Rhône | Haut-Eyrieux             | CC Val'Eyrieux                      | 19,55            | 93 (2022)                         | 4,8                | modifier les données · modifier les données |
| Saint-Cyr                               | 07227      | 07430       | Tournon-sur-Rhône | Annonay-1                | CA Annonay Rhône Agglo              | 8,12             | 1 430 (2022)                      | 176                | modifier les données · modifier les données |
| Saint-Désirat                           | 07228      | 07340       | Tournon-sur-Rhône | Sarras                   | CA Annonay Rhône Agglo              | 7,31             | 876 (2022)                        | 120                | modifier les données · modifier les données |
| Saint-Didier-sous-Aubenas               | 07229      | 07200       | Largentière       | Aubenas-2                | CC du Bassin d'Aubenas              | 2,76             | 924 (2022)                        | 335                | modifier les données · modifier les données |
| Saint-Étienne-de-Boulogne               | 07230      | 07200       | Largentière       | Aubenas-2                | CC du Bassin d'Aubenas              | 14,97            | 404 (2022)                        | 27                 | modifier les données · modifier les données |
| Saint-Étienne-de-Fontbellon             | 07231      | 07200       | Largentière       | Aubenas-2                | CC du Bassin d'Aubenas              | 9,51             | 2 894 (2022)                      | 304                | modifier les données · modifier les données |
| Saint-Étienne-de-Lugdarès               | 07232      | 07590       | Largentière       | Haute-Ardèche            | CC Montagne d'Ardèche               | 50,34            | 407 (2022)                        | 8,1                | modifier les données · modifier les données |
| Saint-Étienne-de-Serre                  | 07233      | 07190       | Privas            | Haut-Eyrieux             | CA Privas Centre Ardèche            | 16,52            | 217 (2022)                        | 13                 | modifier les données · modifier les données |
| Saint-Étienne-de-Valoux                 | 07234      | 07340       | Tournon-sur-Rhône | Sarras                   | CC Porte de DrômArdèche             | 2,36             | 274 (2022)                        | 116                | modifier les données · modifier les données |
| Saint-Félicien                          | 07236      | 07410       | Tournon-sur-Rhône | Haut-Vivarais            | CA Arche Agglo                      | 21,44            | 1 114 (2022)                      | 52                 | modifier les données · modifier les données |
| Saint-Fortunat-sur-Eyrieux              | 07237      | 07360       | Privas            | Rhône-Eyrieux            | CA Privas Centre Ardèche            | 22,07            | 806 (2022)                        | 37                 | modifier les données · modifier les données |
| Saint-Genest-de-Beauzon                 | 07238      | 07230       | Largentière       | Les Cévennes Ardéchoises | CC du Pays Beaume-Drobie            | 5,31             | 335 (2022)                        | 63                 | modifier les données · modifier les données |
| Saint-Genest-Lachamp                    | 07239      | 07160 07190 | Tournon-sur-Rhône | Haut-Eyrieux             | CC Val'Eyrieux                      | 23,09            | 112 (2022)                        | 4,9                | modifier les données · modifier les données |
| Saint-Georges-les-Bains                 | 07240      | 07800       | Tournon-sur-Rhône | Rhône-Eyrieux            | CC Rhône Crussol                    | 14,11            | 2 415 (2022)                      | 171                | modifier les données · modifier les données |
| Saint-Germain                           | 07241      | 07170       | Largentière       | Berg-Helvie              | CC Berg et Coiron                   | 9,50             | 704 (2022)                        | 74                 | modifier les données · modifier les données |
| Saint-Gineys-en-Coiron                  | 07242      | 07580       | Largentière       | Berg-Helvie              | CC Berg et Coiron                   | 13,20            | 119 (2022)                        | 9,0                | modifier les données · modifier les données |
| Saint-Jacques-d'Atticieux               | 07243      | 07340       | Tournon-sur-Rhône | Sarras                   | CA Annonay Rhône Agglo              | 4,97             | 279 (2022)                        | 56                 | modifier les données · modifier les données |
| Saint-Jean-Chambre                      | 07244      | 07240       | Privas            | Rhône-Eyrieux            | CA Privas Centre Ardèche            | 15,26            | 252 (2022)                        | 17                 | modifier les données · modifier les données |
| Saint-Jean-de-Muzols                    | 07245      | 07300       | Tournon-sur-Rhône | Tournon-sur-Rhône        | CA Arche Agglo                      | 10,68            | 2 499 (2022)                      | 234                | modifier les données · modifier les données |
| Saint-Jean-le-Centenier                 | 07247      | 07580       | Largentière       | Berg-Helvie              | CC Berg et Coiron                   | 15,16            | 868 (2022)                        | 57                 | modifier les données · modifier les données |
| Saint-Jean-Roure                        | 07248      | 07160       | Tournon-sur-Rhône | Haut-Eyrieux             | CC Val'Eyrieux                      | 23,99            | 264 (2022)                        | 11                 | modifier les données · modifier les données |
| Saint-Jeure-d'Andaure                   | 07249      | 07320       | Tournon-sur-Rhône | Haut-Eyrieux             | CC Val'Eyrieux                      | 13,28            | 101 (2022)                        | 7,6                | modifier les données · modifier les données |
| Saint-Jeure-d'Ay                        | 07250      | 07290       | Tournon-sur-Rhône | Haut-Vivarais            | CC du Val d'Ay                      | 6,90             | 497 (2022)                        | 72                 | modifier les données · modifier les données |
| Saint-Joseph-des-Bancs                  | 07251      | 07530       | Largentière       | Aubenas-1                | CC du Bassin d'Aubenas              | 12,89            | 191 (2022)                        | 15                 | modifier les données · modifier les données |
| Saint-Julien-d'Intres                   | 07103      | 07310 07320 | Tournon-sur-Rhône | Haut-Eyrieux             | CC Val'Eyrieux                      | 21,17            | 305 (2022)                        | 14                 | modifier les données · modifier les données |
| Saint-Julien-du-Gua                     | 07253      | 07190       | Privas            | Haut-Eyrieux             | CA Privas Centre Ardèche            | 16,96            | 169 (2022)                        | 10,0               | modifier les données · modifier les données |
| Saint-Julien-du-Serre                   | 07254      | 07200       | Largentière       | Aubenas-1                | CC du Bassin d'Aubenas              | 9,78             | 874 (2022)                        | 89                 | modifier les données · modifier les données |
| Saint-Julien-en-Saint-Alban             | 07255      | 07000       | Privas            | Le Pouzin                | CA Privas Centre Ardèche            | 10,39            | 1 464 (2022)                      | 141                | modifier les données · modifier les données |
| Saint-Julien-le-Roux                    | 07257      | 07240       | Privas            | Rhône-Eyrieux            | CA Privas Centre Ardèche            | 8,64             | 125 (2022)                        | 14                 | modifier les données · modifier les données |
| Saint-Julien-Vocance                    | 07258      | 07690       | Tournon-sur-Rhône | Annonay-2                | CA Annonay Rhône Agglo              | 26,42            | 222 (2022)                        | 8,4                | modifier les données · modifier les données |
| Saint-Just-d'Ardèche                    | 07259      | 07700       | Privas            | Bourg-Saint-Andéol       | CC Du Rhône aux Gorges de l'Ardèche | 10,44            | 1 611 (2022)                      | 154                | modifier les données · modifier les données |
| Saint-Lager-Bressac                     | 07260      | 07210       | Privas            | Le Pouzin                | CC Ardèche Rhône Coiron             | 15,37            | 959 (2022)                        | 62                 | modifier les données · modifier les données |
| Saint-Laurent-du-Pape                   | 07261      | 07800       | Privas            | Rhône-Eyrieux            | CA Privas Centre Ardèche            | 20,10            | 1 617 (2022)                      | 80                 | modifier les données · modifier les données |
| Saint-Laurent-les-Bains-Laval-d'Aurelle | 07262      | 07590       | Largentière       | Haute-Ardèche            | CC Montagne d'Ardèche               | 35,48            | 184 (2022)                        | 5,2                | modifier les données · modifier les données |
| Saint-Laurent-sous-Coiron               | 07263      | 07170       | Largentière       | Berg-Helvie              | CC Berg et Coiron                   | 15,58            | 120 (2022)                        | 7,7                | modifier les données · modifier les données |
| Saint-Marcel-d'Ardèche                  | 07264      | 07700       | Privas            | Bourg-Saint-Andéol       | CC Du Rhône aux Gorges de l'Ardèche | 36,12            | 2 357 (2022)                      | 65                 | modifier les données · modifier les données |
| Saint-Marcel-lès-Annonay                | 07265      | 07100       | Tournon-sur-Rhône | Annonay-1                | CA Annonay Rhône Agglo              | 16,61            | 1 378 (2022)                      | 83                 | modifier les données · modifier les données |
| Saint-Martial                           | 07267      | 07310       | Largentière       | Haut-Eyrieux             | CC Montagne d'Ardèche               | 36,18            | 271 (2022)                        | 7,5                | modifier les données · modifier les données |
| Saint-Martin-d'Ardèche                  | 07268      | 07700       | Privas            | Bourg-Saint-Andéol       | CC Du Rhône aux Gorges de l'Ardèche | 5,53             | 941 (2022)                        | 170                | modifier les données · modifier les données |
| Saint-Martin-de-Valamas                 | 07269      | 07310       | Tournon-sur-Rhône | Haut-Eyrieux             | CC Val'Eyrieux                      | 19,98            | 1 084 (2022)                      | 54                 | modifier les données · modifier les données |
| Saint-Martin-sur-Lavezon                | 07270      | 07400       | Privas            | Le Pouzin                | CC Ardèche Rhône Coiron             | 23,54            | 430 (2022)                        | 18                 | modifier les données · modifier les données |
| Saint-Maurice-d'Ardèche                 | 07272      | 07200       | Largentière       | Vallon-Pont-d'Arc        | CC des Gorges de l'Ardèche          | 5,19             | 373 (2022)                        | 72                 | modifier les données · modifier les données |
| Saint-Maurice-d'Ibie                    | 07273      | 07170       | Largentière       | Berg-Helvie              | CC Berg et Coiron                   | 23,30            | 213 (2022)                        | 9,1                | modifier les données · modifier les données |
| Saint-Maurice-en-Chalencon              | 07274      | 07190       | Privas            | Haut-Eyrieux             | CA Privas Centre Ardèche            | 7,81             | 200 (2022)                        | 26                 | modifier les données · modifier les données |
| Saint-Mélany                            | 07275      | 07260       | Largentière       | Les Cévennes Ardéchoises | CC du Pays Beaume-Drobie            | 10,64            | 107 (2022)                        | 10                 | modifier les données · modifier les données |
| Saint-Michel-d'Aurance                  | 07276      | 07160       | Tournon-sur-Rhône | Haut-Eyrieux             | CC Val'Eyrieux                      | 8,14             | 262 (2022)                        | 32                 | modifier les données · modifier les données |
| Saint-Michel-de-Boulogne                | 07277      | 07200       | Largentière       | Aubenas-2                | CC du Bassin d'Aubenas              | 7,53             | 148 (2022)                        | 20                 | modifier les données · modifier les données |
| Saint-Michel-de-Chabrillanoux           | 07278      | 07360       | Privas            | Haut-Eyrieux             | CA Privas Centre Ardèche            | 12,14            | 405 (2022)                        | 33                 | modifier les données · modifier les données |
| Saint-Montan                            | 07279      | 07220       | Privas            | Bourg-Saint-Andéol       | CC Du Rhône aux Gorges de l'Ardèche | 33,18            | 1 955 (2022)                      | 59                 | modifier les données · modifier les données |
| Saint-Paul-le-Jeune                     | 07280      | 07460       | Largentière       | Les Cévennes Ardéchoises | CC Pays des Vans en Cévennes        | 14,38            | 967 (2022)                        | 67                 | modifier les données · modifier les données |
| Saint-Péray                             | 07281      | 07130       | Tournon-sur-Rhône | Guilherand-Granges       | CC Rhône Crussol                    | 24,05            | 7 591 (2022)                      | 316                | modifier les données · modifier les données |
| Saint-Pierre-de-Colombier               | 07282      | 07450       | Largentière       | Haute-Ardèche            | CC Ardèche des Sources et Volcans   | 9,43             | 443 (2022)                        | 47                 | modifier les données · modifier les données |
| Saint-Pierre-la-Roche                   | 07283      | 07400       | Privas            | Le Pouzin                | CC Ardèche Rhône Coiron             | 9,92             | 63 (2022)                         | 6,4                | modifier les données · modifier les données |
| Saint-Pierre-Saint-Jean                 | 07284      | 07140       | Largentière       | Les Cévennes Ardéchoises | CC Pays des Vans en Cévennes        | 23,62            | 190 (2022)                        | 8,0                | modifier les données · modifier les données |
| Saint-Pierre-sur-Doux                   | 07285      | 07520       | Tournon-sur-Rhône | Haut-Vivarais            | CC du Val d'Ay                      | 21,19            | 110 (2022)                        | 5,2                | modifier les données · modifier les données |
| Saint-Pierreville                       | 07286      | 07190       | Tournon-sur-Rhône | Haut-Eyrieux             | CC Val'Eyrieux                      | 20,56            | 515 (2022)                        | 25                 | modifier les données · modifier les données |
| Saint-Pons                              | 07287      | 07580       | Largentière       | Berg-Helvie              | CC Berg et Coiron                   | 16,50            | 302 (2022)                        | 18                 | modifier les données · modifier les données |
| Saint-Priest                            | 07288      | 07000       | Privas            | Privas                   | CA Privas Centre Ardèche            | 19,15            | 1 337 (2022)                      | 70                 | modifier les données · modifier les données |
| Saint-Privat                            | 07289      | 07200       | Largentière       | Aubenas-2                | CC du Bassin d'Aubenas              | 6,13             | 1 664 (2022)                      | 271                | modifier les données · modifier les données |
| Saint-Prix                              | 07290      | 07270       | Tournon-sur-Rhône | Haut-Vivarais            | CC du Pays de Lamastre              | 15,21            | 273 (2022)                        | 18                 | modifier les données · modifier les données |
| Saint-Remèze                            | 07291      | 07700       | Largentière       | Vallon-Pont-d'Arc        | CC des Gorges de l'Ardèche          | 42,69            | 848 (2022)                        | 20                 | modifier les données · modifier les données |
| Saint-Romain-d'Ay                       | 07292      | 07290       | Tournon-sur-Rhône | Haut-Vivarais            | CC du Val d'Ay                      | 9,36             | 1 168 (2022)                      | 125                | modifier les données · modifier les données |
| Saint-Romain-de-Lerps                   | 07293      | 07130       | Tournon-sur-Rhône | Guilherand-Granges       | CC Rhône Crussol                    | 14,14            | 989 (2022)                        | 70                 | modifier les données · modifier les données |
| Saint-Sauveur-de-Cruzières              | 07294      | 07460       | Largentière       | Les Cévennes Ardéchoises | CC Cèze-Cévennes                    | 24,84            | 566 (2022)                        | 23                 | modifier les données · modifier les données |
| Saint-Sauveur-de-Montagut               | 07295      | 07190       | Privas            | Haut-Eyrieux             | CA Privas Centre Ardèche            | 11,54            | 1 112 (2022)                      | 96                 | modifier les données · modifier les données |
| Saint-Sernin                            | 07296      | 07200       | Largentière       | Aubenas-2                | CC du Bassin d'Aubenas              | 5,78             | 1 842 (2022)                      | 319                | modifier les données · modifier les données |
| Saint-Sylvestre                         | 07297      | 07440       | Tournon-sur-Rhône | Haut-Vivarais            | CC Rhône Crussol                    | 15,16            | 511 (2022)                        | 34                 | modifier les données · modifier les données |
| Saint-Symphorien-de-Mahun               | 07299      | 07290       | Tournon-sur-Rhône | Haut-Vivarais            | CC du Val d'Ay                      | 19,32            | 117 (2022)                        | 6,1                | modifier les données · modifier les données |
| Saint-Symphorien-sous-Chomérac          | 07298      | 07210       | Privas            | Le Pouzin                | CC Ardèche Rhône Coiron             | 7,86             | 855 (2022)                        | 109                | modifier les données · modifier les données |
| Saint-Thomé                             | 07300      | 07220       | Privas            | Berg-Helvie              | CC Ardèche Rhône Coiron             | 19,65            | 475 (2022)                        | 24                 | modifier les données · modifier les données |
| Saint-Victor                            | 07301      | 07410       | Tournon-sur-Rhône | Haut-Vivarais            | CA Arche Agglo                      | 31,88            | 961 (2022)                        | 30                 | modifier les données · modifier les données |
| Saint-Vincent-de-Barrès                 | 07302      | 07210       | Privas            | Le Pouzin                | CC Ardèche Rhône Coiron             | 19,10            | 827 (2022)                        | 43                 | modifier les données · modifier les données |
| Saint-Vincent-de-Durfort                | 07303      | 07360       | Privas            | Haut-Eyrieux             | CA Privas Centre Ardèche            | 12,52            | 272 (2022)                        | 22                 | modifier les données · modifier les données |
| Sainte-Eulalie                          | 07235      | 07510       | Largentière       | Haute-Ardèche            | CC Montagne d'Ardèche               | 22,11            | 209 (2022)                        | 9,5                | modifier les données · modifier les données |
| Sainte-Marguerite-Lafigère              | 07266      | 07140       | Largentière       | Les Cévennes Ardéchoises | CC Pays des Vans en Cévennes        | 10,07            | 116 (2022)                        | 12                 | modifier les données · modifier les données |
| Salavas                                 | 07304      | 07150       | Largentière       | Vallon-Pont-d'Arc        | CC des Gorges de l'Ardèche          | 17,11            | 731 (2022)                        | 43                 | modifier les données · modifier les données |
| Les Salelles                            | 07305      | 07140       | Largentière       | Les Cévennes Ardéchoises | CC Pays des Vans en Cévennes        | 5,61             | 406 (2022)                        | 72                 | modifier les données · modifier les données |
| Sampzon                                 | 07306      | 07120       | Largentière       | Vallon-Pont-d'Arc        | CC des Gorges de l'Ardèche          | 8,39             | 244 (2022)                        | 29                 | modifier les données · modifier les données |
| Sanilhac                                | 07307      | 07110       | Largentière       | Vallon-Pont-d'Arc        | CC Val de Ligne                     | 20,95            | 444 (2022)                        | 21                 | modifier les données · modifier les données |
| Sarras                                  | 07308      | 07370       | Tournon-sur-Rhône | Sarras                   | CC Porte de DrômArdèche             | 11,65            | 2 232 (2022)                      | 192                | modifier les données · modifier les données |
| Satillieu                               | 07309      | 07290       | Tournon-sur-Rhône | Haut-Vivarais            | CC du Val d'Ay                      | 32,82            | 1 502 (2022)                      | 46                 | modifier les données · modifier les données |
| Savas                                   | 07310      | 07430       | Tournon-sur-Rhône | Annonay-1                | CA Annonay Rhône Agglo              | 12,44            | 896 (2022)                        | 72                 | modifier les données · modifier les données |
| Sceautres                               | 07311      | 07400       | Largentière       | Berg-Helvie              | CC Berg et Coiron                   | 14,64            | 147 (2022)                        | 10                 | modifier les données · modifier les données |
| Sécheras                                | 07312      | 07610       | Tournon-sur-Rhône | Tournon-sur-Rhône        | CA Arche Agglo                      | 7,26             | 517 (2022)                        | 71                 | modifier les données · modifier les données |
| Serrières                               | 07313      | 07340       | Tournon-sur-Rhône | Sarras                   | CA Annonay Rhône Agglo              | 3,96             | 1 074 (2022)                      | 271                | modifier les données · modifier les données |
| Silhac                                  | 07314      | 07240       | Privas            | Rhône-Eyrieux            | CA Privas Centre Ardèche            | 22,71            | 399 (2022)                        | 18                 | modifier les données · modifier les données |
| La Souche                               | 07315      | 07380       | Largentière       | Haute-Ardèche            | CC Ardèche des Sources et Volcans   | 31,52            | 384 (2022)                        | 12                 | modifier les données · modifier les données |
| Soyons                                  | 07316      | 07130       | Tournon-sur-Rhône | Rhône-Eyrieux            | CC Rhône Crussol                    | 7,90             | 2 298 (2022)                      | 291                | modifier les données · modifier les données |
| Talencieux                              | 07317      | 07340       | Tournon-sur-Rhône | Annonay-2                | CA Annonay Rhône Agglo              | 7,10             | 1 116 (2022)                      | 157                | modifier les données · modifier les données |
| Tauriers                                | 07318      | 07110       | Largentière       | Vallon-Pont-d'Arc        | CC Val de Ligne                     | 4,51             | 203 (2022)                        | 45                 | modifier les données · modifier les données |
| Le Teil                                 | 07319      | 07400       | Privas            | Berg-Helvie              | CC Ardèche Rhône Coiron             | 26,59            | 8 812 (2022)                      | 331                | modifier les données · modifier les données |
| Thorrenc                                | 07321      | 07340       | Tournon-sur-Rhône | Annonay-2                | CA Annonay Rhône Agglo              | 3,67             | 322 (2022)                        | 88                 | modifier les données · modifier les données |
| Thueyts                                 | 07322      | 07330       | Largentière       | Haute-Ardèche            | CC Ardèche des Sources et Volcans   | 21,78            | 1 208 (2022)                      | 55                 | modifier les données · modifier les données |
| Toulaud                                 | 07323      | 07130       | Tournon-sur-Rhône | Rhône-Eyrieux            | CC Rhône Crussol                    | 34,73            | 1 701 (2022)                      | 49                 | modifier les données · modifier les données |
| Tournon-sur-Rhône                       | 07324      | 07300       | Tournon-sur-Rhône | Tournon-sur-Rhône        | CA Arche Agglo                      | 21,01            | 11 302 (2022)                     | 538                | modifier les données · modifier les données |
| Ucel                                    | 07325      | 07200       | Largentière       | Aubenas-1                | CC du Bassin d'Aubenas              | 5,54             | 2 031 (2022)                      | 367                | modifier les données · modifier les données |
| Usclades-et-Rieutord                    | 07326      | 07510       | Largentière       | Haute-Ardèche            | CC Montagne d'Ardèche               | 12,46            | 110 (2022)                        | 8,8                | modifier les données · modifier les données |
| Uzer                                    | 07327      | 07110       | Largentière       | Vallon-Pont-d'Arc        | CC Val de Ligne                     | 3,51             | 418 (2022)                        | 119                | modifier les données · modifier les données |
| Vagnas                                  | 07328      | 07150       | Largentière       | Vallon-Pont-d'Arc        | CC des Gorges de l'Ardèche          | 23,83            | 628 (2022)                        | 26                 | modifier les données · modifier les données |
| Valgorge                                | 07329      | 07110       | Largentière       | Les Cévennes Ardéchoises | CC du Pays Beaume-Drobie            | 26,36            | 415 (2022)                        | 16                 | modifier les données · modifier les données |
| Vallées-d'Antraigues-Asperjoc           | 07011      | 07530 07600 | Largentière       | Aubenas-1                | CC du Bassin d'Aubenas              | 21,93            | 852 (2022)                        | 39                 | modifier les données · modifier les données |
| Vallon-Pont-d'Arc                       | 07330      | 07150       | Largentière       | Vallon-Pont-d'Arc        | CC des Gorges de l'Ardèche          | 28,62            | 2 469 (2022)                      | 86                 | modifier les données · modifier les données |
| Vals-les-Bains                          | 07331      | 07600       | Largentière       | Aubenas-1                | CC du Bassin d'Aubenas              | 19,20            | 3 479 (2022)                      | 181                | modifier les données · modifier les données |
| Valvignères                             | 07332      | 07400       | Privas            | Berg-Helvie              | CC Ardèche Rhône Coiron             | 29,78            | 438 (2022)                        | 15                 | modifier les données · modifier les données |
| Vanosc                                  | 07333      | 07690       | Tournon-sur-Rhône | Annonay-2                | CA Annonay Rhône Agglo              | 26,10            | 934 (2022)                        | 36                 | modifier les données · modifier les données |
| Les Vans                                | 07334      | 07140       | Largentière       | Les Cévennes Ardéchoises | CC Pays des Vans en Cévennes        | 31,09            | 2 680 (2022)                      | 86                 | modifier les données · modifier les données |
| Vaudevant                               | 07335      | 07410       | Tournon-sur-Rhône | Haut-Vivarais            | CA Arche Agglo                      | 12,46            | 218 (2022)                        | 17                 | modifier les données · modifier les données |
| Vernon                                  | 07336      | 07260       | Largentière       | Les Cévennes Ardéchoises | CC du Pays Beaume-Drobie            | 3,71             | 223 (2022)                        | 60                 | modifier les données · modifier les données |
| Vernosc-lès-Annonay                     | 07337      | 07430       | Tournon-sur-Rhône | Annonay-2                | CA Annonay Rhône Agglo              | 16,08            | 2 670 (2022)                      | 166                | modifier les données · modifier les données |
| Vernoux-en-Vivarais                     | 07338      | 07240       | Privas            | Rhône-Eyrieux            | CA Privas Centre Ardèche            | 30,55            | 1 985 (2022)                      | 65                 | modifier les données · modifier les données |
| Vesseaux                                | 07339      | 07200       | Largentière       | Aubenas-2                | CC du Bassin d'Aubenas              | 18,71            | 2 048 (2022)                      | 109                | modifier les données · modifier les données |
| Veyras                                  | 07340      | 07000       | Privas            | Privas                   | CA Privas Centre Ardèche            | 7,76             | 1 504 (2022)                      | 194                | modifier les données · modifier les données |
| Villeneuve-de-Berg                      | 07341      | 07170       | Largentière       | Berg-Helvie              | CC Berg et Coiron                   | 24,61            | 3 031 (2022)                      | 123                | modifier les données · modifier les données |
| Villevocance                            | 07342      | 07690       | Tournon-sur-Rhône | Annonay-2                | CA Annonay Rhône Agglo              | 9,38             | 1 181 (2022)                      | 126                | modifier les données · modifier les données |
| Vinezac                                 | 07343      | 07110       | Largentière       | Aubenas-2                | CC du Bassin d'Aubenas              | 10,91            | 1 388 (2022)                      | 127                | modifier les données · modifier les données |
| Vinzieux                                | 07344      | 07340       | Tournon-sur-Rhône | Sarras                   | CA Annonay Rhône Agglo              | 6,87             | 520 (2022)                        | 76                 | modifier les données · modifier les données |
| Vion                                    | 07345      | 07610       | Tournon-sur-Rhône | Tournon-sur-Rhône        | CA Arche Agglo                      | 6,21             | 932 (2022)                        | 150                | modifier les données · modifier les données |
| Viviers                                 | 07346      | 07220       | Privas            | Bourg-Saint-Andéol       | CC Du Rhône aux Gorges de l'Ardèche | 34,15            | 3 659 (2022)                      | 107                | modifier les données · modifier les données |
| Vocance                                 | 07347      | 07690       | Tournon-sur-Rhône | Annonay-2                | CA Annonay Rhône Agglo              | 17,17            | 615 (2022)                        | 36                 | modifier les données · modifier les données |
| Vogüé                                   | 07348      | 07200       | Largentière       | Vallon-Pont-d'Arc        | CC des Gorges de l'Ardèche          | 11,72            | 1 035 (2022)                      | 88                 | modifier les données · modifier les données |
| La Voulte-sur-Rhône                     | 07349      | 07800       | Privas            | Rhône-Eyrieux            | CA Privas Centre Ardèche            | 9,70             | 4 762 (2022)                      | 491                | modifier les données · modifier les données |
| Ardèche                                 | 07         |             |                   |                          |                                     | 5 529,00         | 333 229 (2022)                    | 60                 | modifier les données                        |

## Intercommunalités
| Type | Nom de l'intercommunalité                     | Siège                     | Communes |
| ---- | --------------------------------------------- | ------------------------- | -------- |
| CA   | Bassin d'Annonay                              | Davézieux                 | 16       |
| CA   | Privas Centre Ardèche                         | Privas                    | 35       |
| CC   | Ardèche des Sources et Volcans                | Thueyts                   | 17       |
| CC   | Barrès-Coiron                                 | Cruas                     | 10       |
| CC   | Berg et Coiron                                | Villeneuve-de-Berg        | 14       |
| CC   | Cévenne et Montagne ardéchoises               | Saint-Étienne-de-Lugdarès | 7        |
| CC   | Entre Loire et Allier                         | Coucouron                 | 9        |
| CC   | Gorges de l'Ardèche                           | Vallon-Pont-d'Arc         | 19       |
| CC   | Hermitage-Tournonais                          | Mauves                    | 13       |
| CC   | Pays Beaume-Drobie                            | Joyeuse                   | 19       |
| CC   | Pays d'Aubenas-Vals                           | Ucel                      | 21       |
| CC   | Pays de Lamastre                              | Lamastre                  | 11       |
| CC   | Pays de Saint-Félicien                        | Saint-Félicien            | 7        |
| CC   | Pays des Vans en Cévennes                     | Les Vans                  | 15       |
| CC   | Pays de Vernoux                               | Vernoux-en-Vivarais       | 7        |
| CC   | Rhône aux Gorges de l'Ardèche                 | Bourg-Saint-Andéol        | 9        |
| CC   | Rhône-Crussol                                 | Guilherand-Granges        | 13       |
| CC   | Rhône Helvie                                  | Le Teil                   | 5        |
| CC   | Sources de la Loire                           | Saint-Cirgues-en-Montagne | 8        |
| CC   | Communauté de communes du Val d'Ay            | Quintenas                 | 10       |
| CC   | Val de Ligne                                  | Largentière               | 11       |
| CC   | Val'Eyrieux                                   | Le Cheylard               | 34       |
| CC   | Vinobre                                       | Saint-Sernin              | 9        |
| CC   | Vivarhône                                     | Peaugres                  | 11       |
|      | Total partiel : 24 intercommunalités          |                           | 330      |
| CC   | Cèze-Cévennes (siège hors département)        |                           | 1        |
| CC   | Porte de DrômArdèche (siège hors département) |                           | 8        |